# Chiesa dei Santi Giacomo e Filippo (Sommariva del Bosco)
La chiesa dei Santi Giacomo e Filippo è la parrocchiale Sommariva del Bosco, in provincia di Cuneo ed arcidiocesi di Torino.

## Descrizione
La chiesa sorge in posizione dominante sul paese, su una dorsale aperta verso la pianura; visibile anche a diversi km di distanza, la Parrocchiale ha tutte le caratteristiche di fulcro di un borgo medievale.
Il campanile che si eleva per oltre 30 m, massiccio e pur elegante, ricco di colonne, lesene, capitelli e cornici, a 5 ripiani oltre a quello della cupola, è coevo alla chiesa e racchiude nella cella campanaria quattro pregevoli campane. 
La facciata della chiesa, alta e severa, è divisa in due da una cornice a marcapiano sorretta da numerose lesene a piccoli basi e a capitelli non ultimati. Nella parte inferiore si aprono il portale maggiore su un'ampia gradinata e, più arretrati, i due ingressi laterali su gradinate di proporzioni più modeste. Nella parte superiore è inserita una grande finestra rettangolare, smussata agli angoli e sormontata dal frontone con un timpano che presenta un'apertura circolare sulla quale, su fondo bianco, si può leggere la data di costruzione dell'edificio.
Il caldo mattone che caratterizza tutto l'esterno crea un inaspettato contrasto con la decorazione interna. L'interno dell'edificio è a croce greca con notevole sviluppo della navata centrale, che sovrasta solenne quelle laterali con cappelle. Quattro possenti pilastri sorreggono la volta a crociera, formata dall'unione delle volte a botte dei quattro bracci. Ventiquattro lesene, terminanti con capitelli corinzi ed elevate su zoccoli ben delineati, sorreggono una ricca trabeazione, sopra la quale ampi finestrone barocchi illuminano abbondantemente l'edificio e gli affreschi, opere pregevoli dei primi anni del Novecento del pittore Luigi Morgari (1857-1935).

## Storia
La chiesa venne ricostruita più volte. La chiesa più antica sembra fosse dedicata a S.Pietro; la seconda all'Apostolo S.Giacomo; la terza, l'attuale, ai Santi Apostoli Filippo e Giacomo. Solo all'inizio del XVIII secolo le case, componenti l'antico nucleo, furono abbattute per far posto al viale di ippocastani e al parco del castello. Le due salite, quella della Santissima Trinità e quella del Municipio, risalgono alla fine del Seicento; prima l'unico accesso alla chiesa era quello che, ancor oggi, ne fiancheggia il lato sinistro. L'edificio attuale risale ha linee tipicamente barocche. Edificato dal 1730 al 1733 su progetto dell'ing. Emanuelli, nel 1737 fu aperto al culto e il 16 settembre 1792 fu consacrato.